# Al-Buhturi
Abu Abd 'Ubada al-Walid ibn 'Ubayd al-Buhturi (Manbij, 821 – 897) è stato un poeta arabo.

## Biografia
al-Buhturi (arabo | ﺍﻟﺑﺤﺘﺮى | al-Buḥturī) ha iniziato la sua attività letteraria componendo poesie in lode della sua tribù, quella dei Buhtur. Divenuto amico del poeta Abu Tammam, lo seguì a Baghdad dove divenne anch'egli panegirista del governatore dell'Iraq. Nel 848 sembra che riuscisse a entrare alla corte del califfo al-Mutawakkil affermandosi come poeta. In questi anni compose numerosi panegirici del Califfo e di personaggi illustri e, soprattutto, la Hamasa dedicata al suo protettore, il visir al-Fath ibn Khaqan. A seguito dell'assassinio di al-Mutawakkil e di al-Fath (861) tornò a Manbij, il suo paese di origine. Negli anni seguenti, tornato a Baghdad, dedicò numerosi componimenti ai califfi Abbasidi che si sono succeduti (al-Muntasir, al-Musta'in, al-Mu'tazz, al-Mu'tamid, al-Muʿtaḍid). È morto nel 897 nel villaggio natìo dove era tornato.

## Poetica
Poeta considerato dalla critica araba un neo-classico, ha dedicato gran parte dei suoi versi alla descrizione e al panegirico attraverso l'uso di un linguaggio semplice all'interno di  qaside tradizionali in cui sviluppa sia il tema amoroso (nasib) che quello descrittivo (wasf) e, soprattutto, quello elogiativo (madih). Di tendenze  shi'ite cercò sempre di nasconderle al fine di continuare a godere i favori della corte abbaside.
Di al-Buhturi abbiamo, oltre la Hamasa, una raccolta di brevi componimenti di vari poeti, il suo Diwan.